# Molejo
Molejo, também conhecido como Molejão, é um grupo musical carioca de pagode formado inicialmente em 1988 no bairro do Méier. por Anderson Leonardo (cavaquinho e vocal), Andrezinho (surdo e vocal), Claumirzinho (pandeiro e vocal), Lúcio Nascimento (percussão e vocal), Vadinho (percussão e vocal) e William Araújo (violão e vocal).
O grupo fez grande sucesso na década de 90 com as músicas "Caçamba", "Brincadeira de Criança", "Dança da Vassoura", "Samba Rock do Molejão", "Paparico", "Cilada", Clínica Geral, "Ah Moleque", "Samba Diferente", "Pensamento Verde", "Assim Oh", "Né Brinquedo Não", etc.
Em setembro de 2016, logo que Lady Gaga lançou o single "Perfect Illusion" no dia 9, internautas brincaram que a música seria uma versão inglesa do hit "Cilada", do Molejo. A brincadeira impulsionou as buscas pelas músicas do Molejo no Spotify, que cresceu 102% em apenas um dia. Em 29 de novembro, a cantora fez referência no Facebook à música "Cilada" para promover o seu álbum Joanne. No Programa Encontro com Fátima Bernardes, de 5 de dezembro, o Molejo comentou a brincadeira e apresentou ao vivo um mashup das duas músicas.
O álbum “Família” (1998), trouxe sucessos como “Vem Zoar”, “Samba Rock do Molejão” e “Família” ganhou certificado de  e platina por ultrapassar 250 mil cópias.
Em outubro de 2016, após seis anos sem lançar um disco de inéditas, o grupo anunciou o álbum Molejo Club, com 16 faixas. A música "Fofoca É Lixo" foi escolhida como o primeiro single do disco. Logo depois, em novembro, foi anunciado que Andrezinho, que havia saído em 2009, voltaria ao grupo em 2017.
No dia 26 de abril de 2024, o vocalista Anderson Leonardo faleceu em decorrência de um câncer que vinha enfrentando desde 2022.

## Integrantes

### Formação atual
- Andrezinho - surdo, voz solo e vocal
- Claumirzinho  - pandeiro e vocal
- Lúcio Nascimento - repique, percussão e vocal
- Robson Calazans - percussão e vocal
- Jimmy Batera - bateria, voz solo e vocal

### Ex-integrantes
- Anderson Leonardo - cavaquinho e vocal
- William Araújo - violão e vocal
- Vadinho - percussão e vocal.
- Marquinhos Pato - reco-reco e vocal

## Discografia

### Álbuns
- Grupo Molejo (1993)
- Grupo Molejo - Volume 2 (1995)
- Não Quero Saber de TiTiTi (1996)
- Brincadeira de Criança (1997)
- Família (1998)
- Polivalência (2000)
- Prepara o Corpo (2001)
- Não É Brinquedo Não (2002)
- Alô Comunidade (2003)
- Warner 30 Anos - Molejo (2006)
- Todo Mundo Gosta (2008)
- Voltei (2010)
- 25 Anos - #obaileesemparar Ao Vivo (2014)
- Molejo Club (2016)